# Електронне голосування
Електро́нне голосува́ння (англ. e-voting, е-голосування) — є всеосяжним терміном, що об'єднує кілька різних типів голосування, охоплюючи як процес здійснення голосування за допомогою електронних засобів, так і процес автоматичного підрахунку голосів за допомогою електронних пристроїв та спеціального програмного забезпечення.

Електронне голосування  є одним з інструментів електронної демократії. Українське законодавство визначає електронне голосування як голосування з будь-якого публічного питання, зокрема участь в опитуваннях, виборах, референдумах, що передбачає використання електронних засобів для ідентифікації та підрахунку голосів".

Під електронними технологіями голосування можуть розумітися: перфокарти та системи оптичного сканування бюлетенів, спеціальні «кіоски голосування» (включаючи автономні системи прямого запису голосів, наприклад, такі які використовуються депутатами при голосуванні у Верховній Раді). Також електронні технології можуть застосовуватися для передачі виборчих бюлетенів і голосів за допомогою телефонів, ізольованих комп'ютерних мереж або через Інтернет.
Основним призначенням електронних технологій голосування є здійснення людиною свого волевиявлення, а також здійснення процесу підрахунку голосів, без втручання посередників, що можуть вплинути на результат (зловмисно, або під впливом людського фактору).

## Інтернет-голосування
У вузькому сенсі, під електронним голосуванням мається на увазі Інтернет-голосування. Респондент (виборець) одержує на відповідному сайті електронний бюлетень (форму для голосування з варіантами можливих відповідей) і голосує, позначаючи оптимальний для себе варіант відповіді.
Термін Інтернет-голосування також охоплює різні форми вивчення громадської думки, починаючи зі сприяння у визначенні переможців конкурсів і закінчуючи політичними виборами та референдумами, що проводяться за допомогою мережі Інтернет. Один із найвідоміших в Україні прикладів визначення рейтингу споживчих уподобань за допомогою Інтернет-голосування є конкурс «Фаворити Успіху».
Справжність електронного бюлетеню під час Інтернет-голосування досягається, наприклад, за рахунок приватних реєстраційних даних користувача, або непомітних користувачу підписів у вигляді ідентифікаційної мережевої адреси та параметрів пристрою і програмного забезпечення, за допомогою якого здійснюється голосування. У досконаліших системах, що мають гарантувати ідентичність користувача та його бюлетеню, використовуються приватні цифрові підписи користувача чи навіть відбитків пальців. Важливою проблемою є збереження таємниці голосування через Інтернет. Крім того, центри голосування повинні передбачати заходи з попередження різноманітних маніпуляцій з електронними бюлетенями і відвертанню хакерських атак. Має особливе значення в межах діяльності електронного уряду.